# フォード・モンデオ
モンデオ（MONDEO）は、アメリカ合衆国の自動車メーカー、フォード・モーターにより1993年から製造および販売される4ドアセダンおよび5ドアハッチバック、5ドアステーションワゴン型の普通乗用車（Dセグメント級）である。同社が初めて世界戦略車と宣言し、欧州市場のシエラ、アジアおよびオーストラリア市場のテルスター、北米市場のテンポの統合を意図した。初代および2代目はCDW27プラットフォームを採用したが、3代目はEUCDプラットフォームを採用した。なお、4代目はCD4プラットフォーム、5代目はC2プラットフォームを採用する。
2021年3月に販売台数の減少、セダンやステーションワゴンよりクロスオーバーSUVを好むユーザーの増加に伴い、欧州およびアルゼンチン市場における製造を終了、直接的な後継車種もないと発表した。結果、翌2022年3月に欧州市場における製造を終了した。

## 初代 Mk1/Mk2（1993年 - 2000年）
シエラの大幅改良（1987年2月）直前である1986年に開発に着手した。開発には60億米ドルの資金を費し、この金額は史上最も高額な自動車開発資金の一例である。理由としては、モンデオが完全新設計である事、シエラとの共通点がほとんどないためである。デザインおよびマーケティングを、フォードUSAとフォード・オブ・ヨーロッパがそれぞれ分担して担当した。コードネームはCDW27であり、CセグメントとDセグメントに跨がる世界戦略車（World Car）であることを意味した。開発責任者はジョン・オールドフィールドであり、開発本部はダントンテクニカルセンターに設置した。
シエラとは異なり、モンデオは一般的な前輪駆動を採用したものの、Mk1にのみ四輪駆動も用意された。新たなMTX-75型5速MTおよびCD4E型4速AT、洗練されたサスペンションを採用し、同セグメント最上級となるハンドリングと乗り心地を実現した。このうちCD4E型には、スポーツモードおよびエコノミーモード、オーバードライブへの切り替え可能な電子制御を採用した。1988年以降の開発責任者はデビッド・プライスである。
1989年には同社がシエラを代替する新型前輪駆動車を以後4年以内に発売することは確定したが、シエラの車名を維持するか、変更するかは決定しておらず、一部報道ではコーティナの車名が復活する可能性も示唆された。同年に何台かのプロトタイプモデルがテストされたが、1990年2月のプリメーラの発売により、同社は最終段階であるにも関わらず大幅改良を加えた。もともと1985年6月4日発売のアコードをベンチマークとしたが、日産自動車の新たな競合車種を新たにベンチマークと見なした。
モンデオの発売は、フォード・オブ・ヨーロッパが数億米ドルもの損失を出し、エンジニアではなく会計士が設計した製品を販売するとの評価が自動車専門誌間で広まった、激動の時代のまっただなかであった。1990年9月発売の5代目エスコートおよび3代目オリオンは、このコスト削減と高価格哲学の頂点であったが、1992年9月の一部改良により多少は改善されたものの、乗り心地とハンドリングで非難を浴び、同社にとっては裏目に出始めた。一方、シエラは好調な販売実績を記録したものの、コーティナほどではなく、イギリス市場ではボクスホール・キャバリエに抜かれた。これまで忠実であったユーザーは競合車種である欧州製品や日本製品へ移行し、欧州市場におけるフォードの将来が危ぶまれた。そして、1992年11月23日に一般公開と同時に製造を開始したが、発売はその4か月後となる1993年3月22日のことであった。この際に車名がモンデオへ変更されることが確定した。ボディタイプは4ドアセダン、5ドアハッチバック、5ドアステーションワゴンの3種が用意された。
設計において安全性能は最優先事項であり、運転席サイドエアバッグ（全車に運転席サイドエアバッグを標準装備した初の自動車であり、1994年度ヨーロッパ・カー・オブ・ザ・イヤーの受賞に貢献）、サイドインパクトバー、シートベルトプリテンショナー、ABS（上級グレートのみ）を標準装備した。その他、アダプティブダンピング、セルフレベリングサスペンション（ステーションワゴンの上級グレートのみ）、トラクションコントロールシステム（V6搭載車、4WD車）、クイック・クリア製フロントヒーターウィンドスクリーンも装備した。
室内はベロア調トリム、CDやテープなどを収納可能なアームレスト、集中ドアロック（リモートロックが多数）、パワーウィンドウ（上級グレートでは全方位）、パワーミラー、イルミネーテッドエントリー、フラットフォールディングリアシートなど、充実したものであった。上級グレートにはレザーシート、トリップコンピューター、電動サンルーフ、CDチェンジャー、アルミホイールを装備した。
日本市場では1994年6月に発売された。当時の国産車では多数の車種がオプションであったエアバッグやABSを標準装備し、セダンの1.8LXは200万円を切る車両価格が話題となった。新聞では、「日本のフォルクスワーゲン・ゴルフはなぜ高いか」という比較広告も話題となった。
後に2,543ccのV6搭載車、ディーゼル搭載車、スポーティグレートのGTも日本市場で発売されたが、このV6搭載車は日本の税制上2.5 L以上 - 3.0 L以下の扱いとなるため、日本市場における競争力は不利であった。
1996年8月31日にMk1の製造を終了し、同年9月1日に一部改良を実施しMk2へ移行、一般公開と同時に製造を開始した。最大の批判点であった没個性的なデザイン、短命なヘッドランプのリフレクター、後席レッグルームの窮屈さの3点を対処するものであった。当時、エアコンや合金ホイールなどの性能が引き下げられており、イギリス市場のギアではオプション設定となった。これは同社がコスト削減を目的に、開発費である60億米ドルの回収を目論んだとみられる。なお、これらの性能引き下げは2代目の発売が近づく1998年に改善が図られた。
5ドアステーションワゴンの左右ドア、ルーフ、リアクォーター・パネルのみオリジナルと同一となり、後部ドアの換気口もモンデオと表記されたパネルへ変更された。大幅な変更点としては、当時同社が推進したオーバルデザインに基づくフロントグリルの大型化および大型のラップアラウンドライティングユニットである。4ドアセダンのみテールランプが特徴的なものへと変更された。リフレクターパネルは、リアスポイラー上部・側部に追加した。スコーピオやフィエスタとは異なり、この一部改良は好評を博した。
ダッシュボードは基本的な構造は同一であるものの、室内はマイルドな雰囲気へ変更した。安全性能も向上し、Mk1が装備していた小型の運転席サイドエアバッグを代替する大型の運転席エアバッグを装備した。Mk2はユーロNCAPにより実施された試験で、フラグの3つ星を獲得した。この記録は、当時の競合車種と比較して平均といえるものであった（ボクスホール・ベクトラと同、エグザンティアや406より高、プリメーラより低）。前面衝突では損傷がフットウェルへ侵出し、側面衝突ではBピラーに損傷が加わった。そして、2000年11月1日に製造を終了した。
1998年にゼテックは全面改良を受け、高回転域で洗練された。1998年12月にMk2をベースとしたクーペ型のスポーツカー、クーガー（北米市場ではマーキュリー・クーガー）を欧州市場で発売した。エンジン（2.0L 直4、2.5L V6）、トランスミッション、サスペンション（一部）、フロアパンを共有したが、ボディシェルは専用のものであり、ニューエッジデザインに基づき設計されたフォード車最後となる1台であった。
北米市場ではフロントグリルやCピラーからトランクエンドにかけてのデザインを変更した上でコントゥアおよびマーキュリー・ミスティークとして発売したが、サイズの割に車両価格がトーラスとさほど異ならなかったことから失敗、Mk3は北米市場では発売されなかった。

## 2代目 Mk3（2000年 - 2007年）

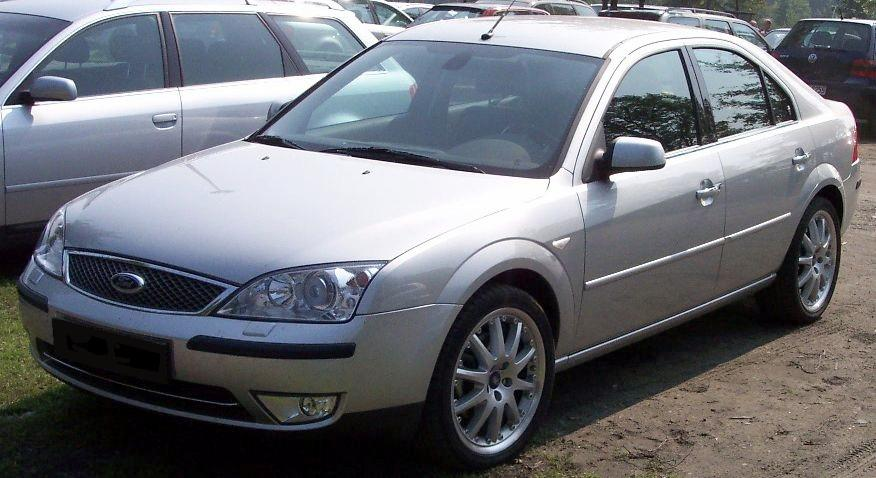
Mk3・5ドアHB

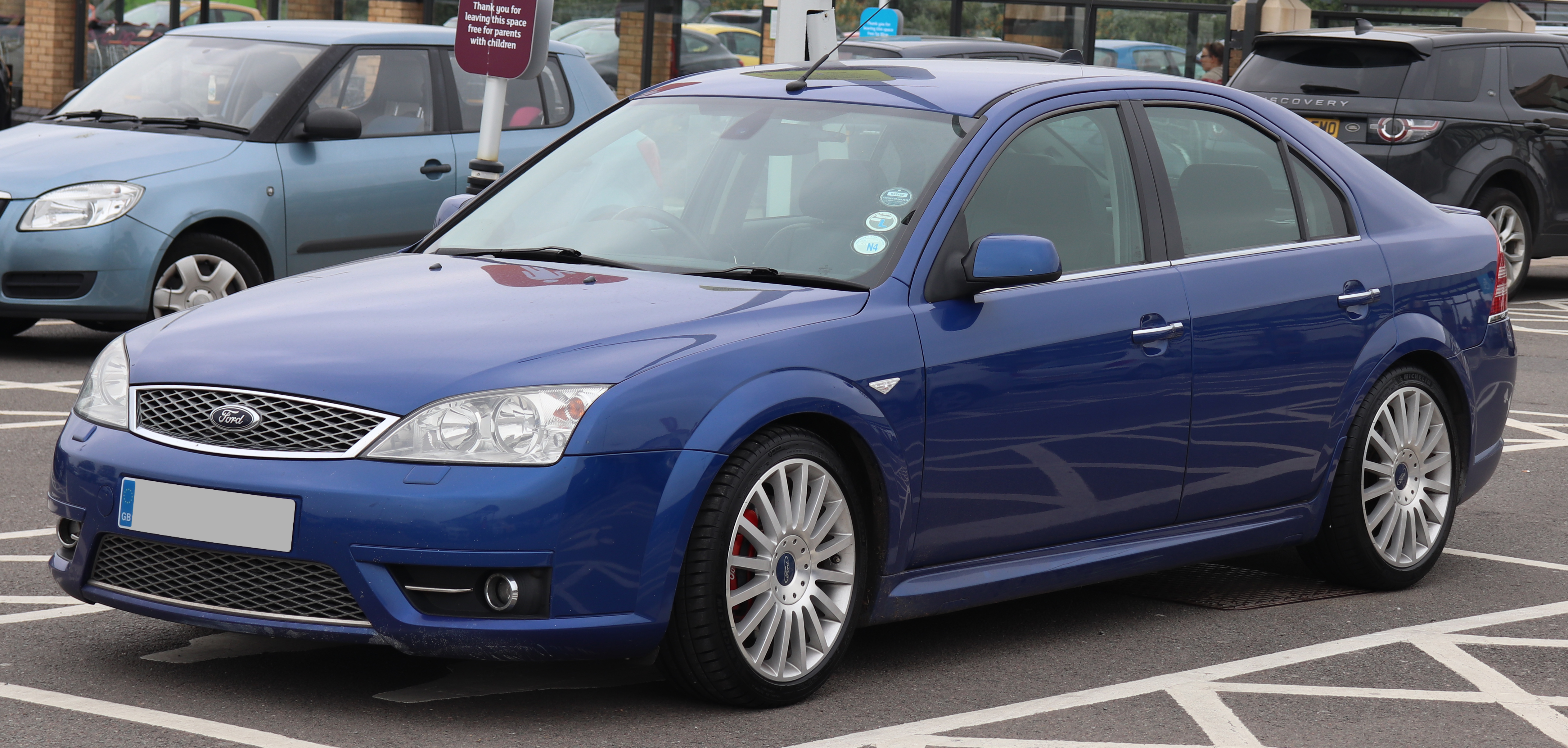
ST220

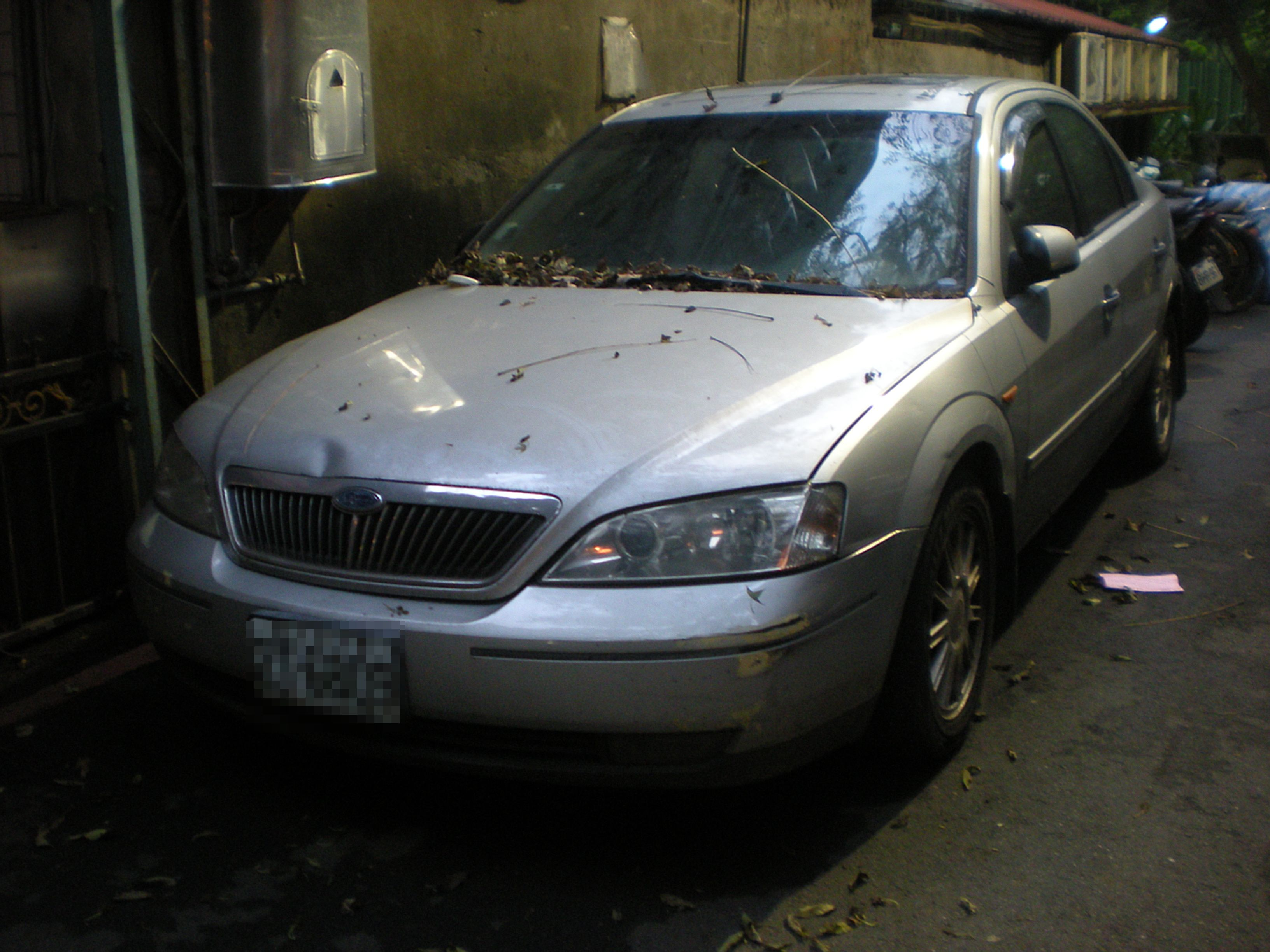
台湾仕様 メトロスター

2000年のパリサロンで欧州デビューし、翌2001年5月に日本で発売された。ジャガー・Xタイプとは姉妹車の関係にある。
フォーカスで培われた操縦性、安全性、そして人間工学面でのノウハウが反映された。デザインもフォーカスに通じるエッジの効いたものを採用しており、スコーピオが消滅したことに伴う車格のアップとともにヨーロッパ・フォードの最上級モデルとなっている。サイズアップによって先代で問題点のひとつとされていた後席の居住性が大きく改善され、全体的な品質も大きく向上している。
2005年にマイナーチェンジを実施し、バンパーやグリル、テールレンズなどが小変更されている。
ヨーロッパを中心に多くの自動車ジャーナリズムの賞を獲得したが、2001年度のヨーロッパ・カー・オブ・ザ・イヤーではアルファロメオ・147に1点差で次点に終わった。
イギリス仕様のCMではトムとジェリー テイルズのキャラクターを使用。
日本へは2001年4月より販売が開始された。先代同様ハッチバックは導入されていない。2.5リッターV6エンジンは先代と違い2,494ccであるため、日本市場における自動車税額での競争力の不利が取り除かれた。2005年3月31日にはV6DOHC3リッターエンジンとゲトラグ製6速MTを搭載したスポーツモデル・モンデオST220が20台限定（パフォーマンスブルーのみ）で発売され、2006年6月1日にはパフォーマンスブルーにパンサーブラック、シーグレイを加えてカタログモデルとなった。ST220は最終的には53台のみ国内登録された。
この3代目は欧州に加え中国重慶、台湾、ベトナムと生産拠点が増えた。台湾仕様は「メトロスター」の名で販売され、フロント部分が大幅に変更されている。

## 3代目 Mk4（2007年 - 2012年）

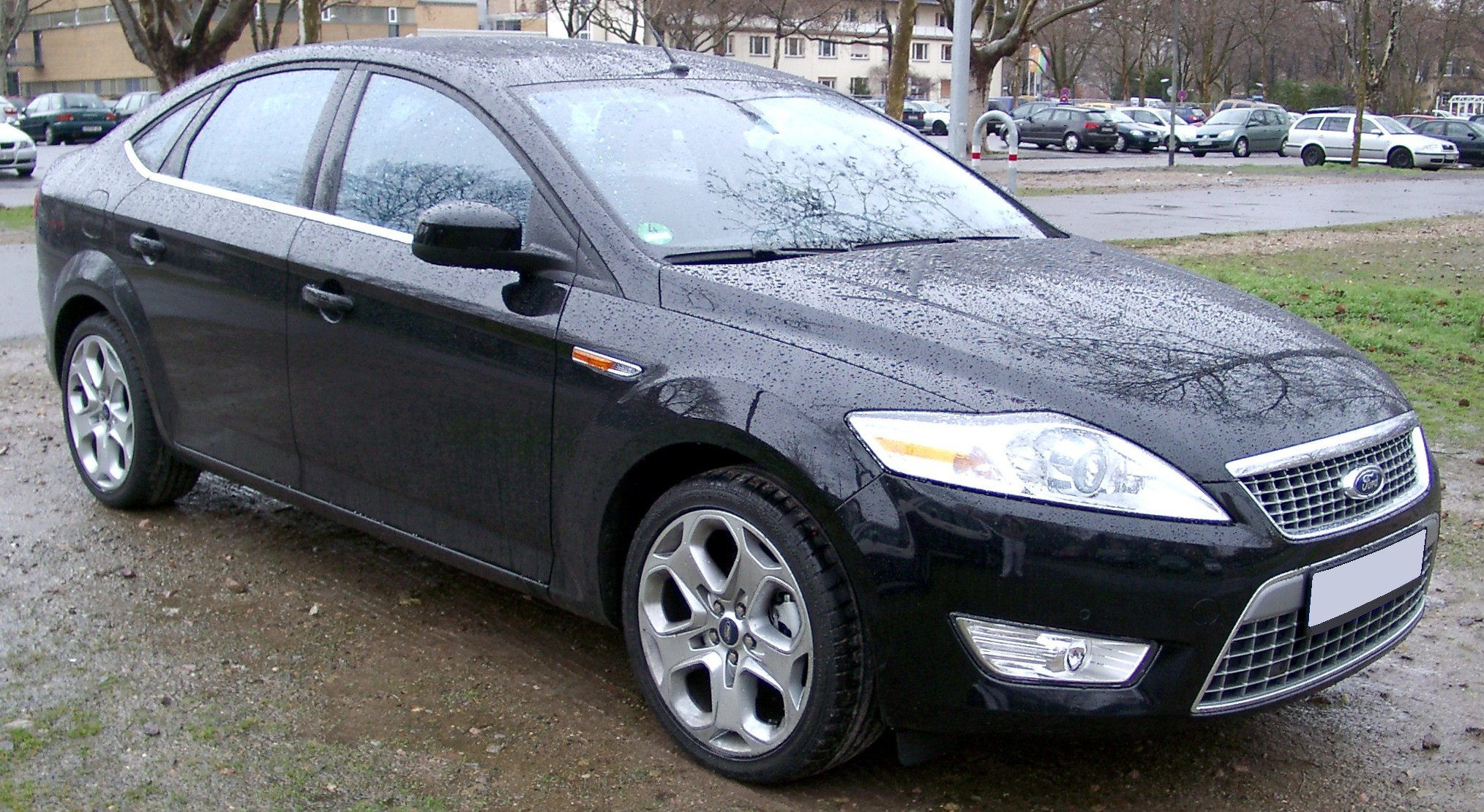
Mk4モンデオ・セダン

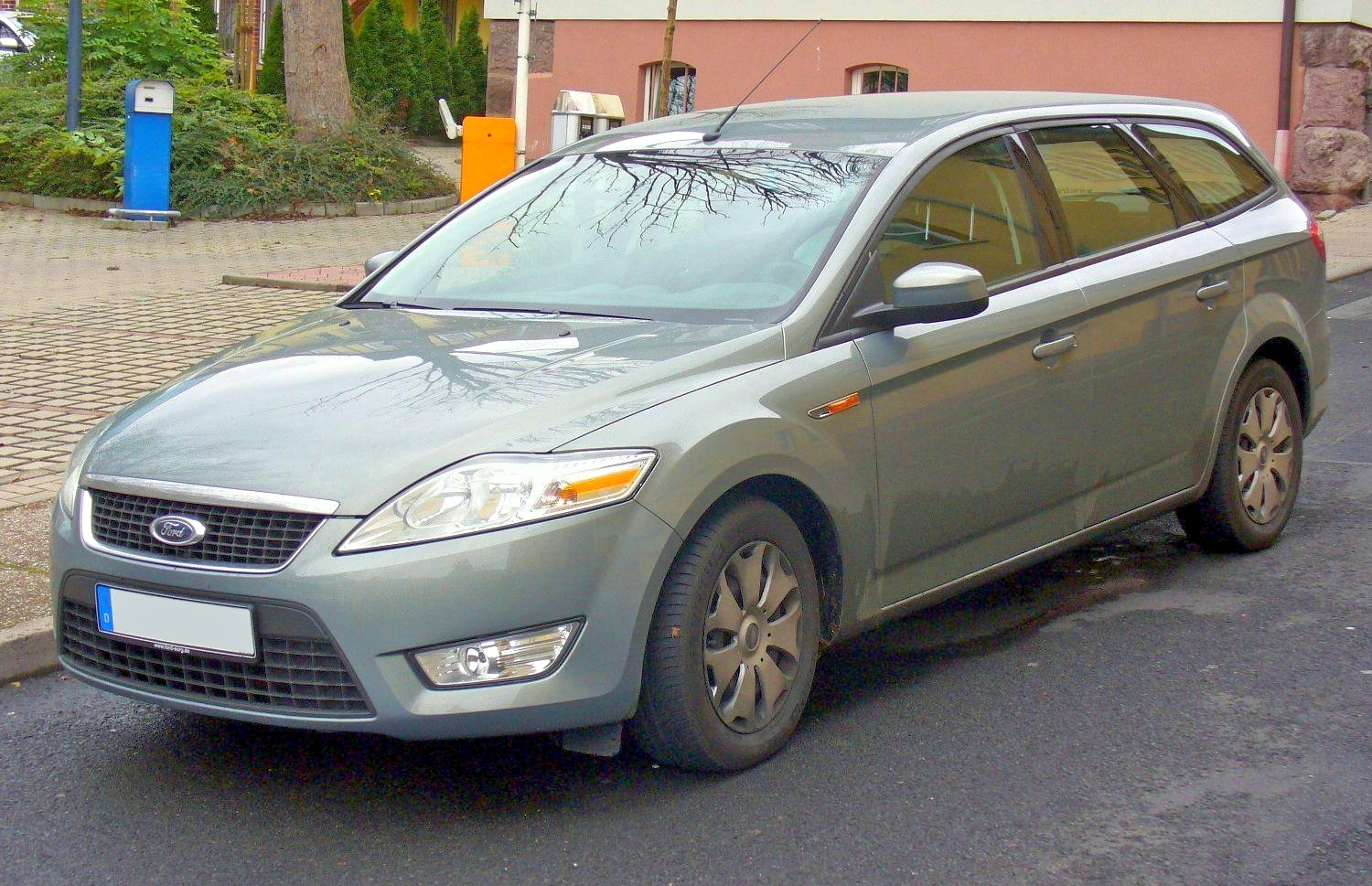
Mk4モンデオ・ワゴン

2005年にフランクフルトモーターショーにてデザインコンセプトモデルであるイオシスを発表、2006年パリモーターショーにてプロトタイプが発表され、2007年5月より販売が開始された。プラットフォームはボルボが開発したEUCDプラットフォームを使用し、サイズは先代よりもさらに拡大されている。外観はフォードの新しいデザインテーマであるフォード・キネティックデザインを採用し、先代から大幅にイメージを変えた。ボディタイプは先代同様に4ドアセダン、5ドアハッチバック、ステーションワゴンが用意された。

## 4代目 Mk5（2013年 - 2022年）

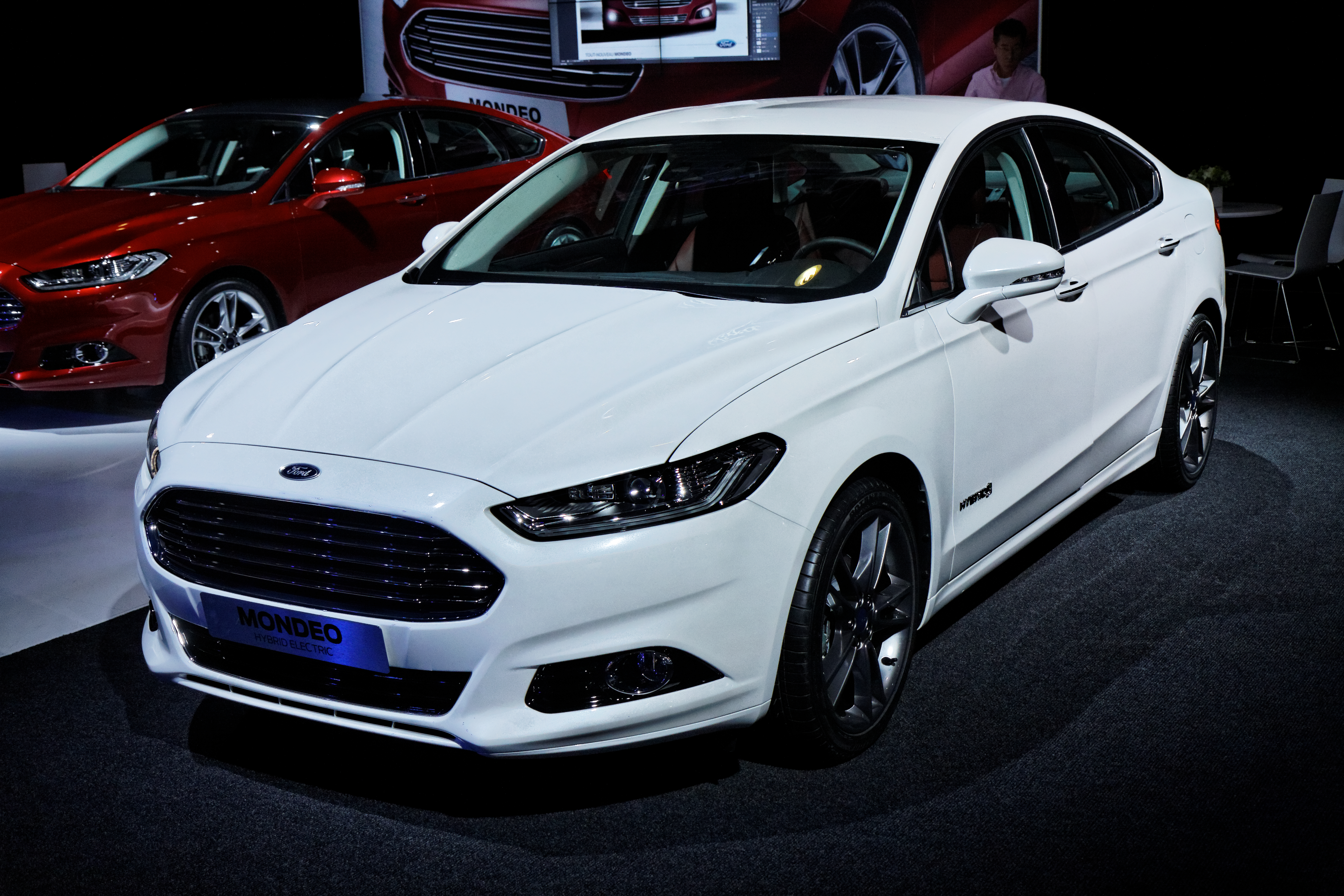
Mk5セダン

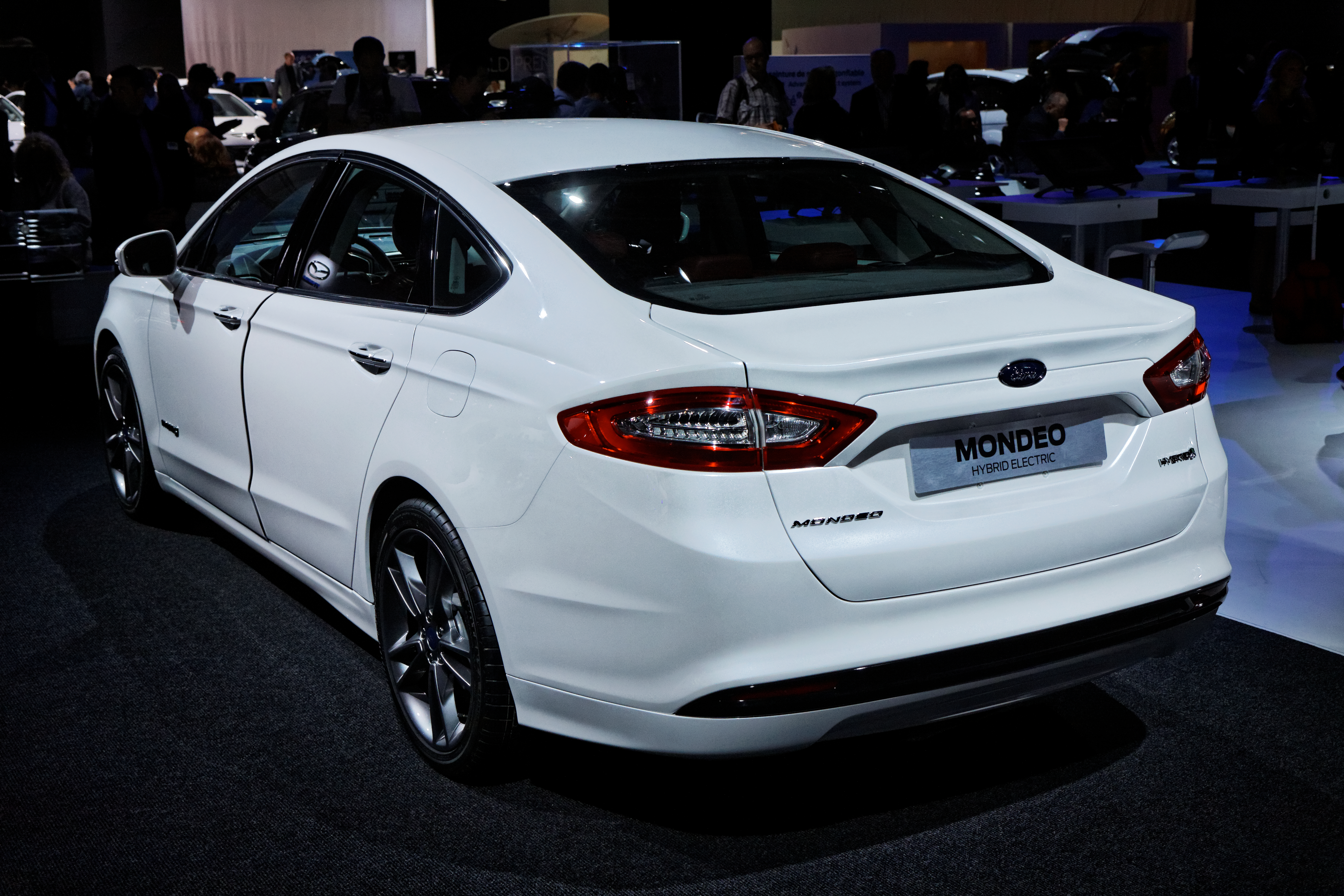
Mk5セダン　リア

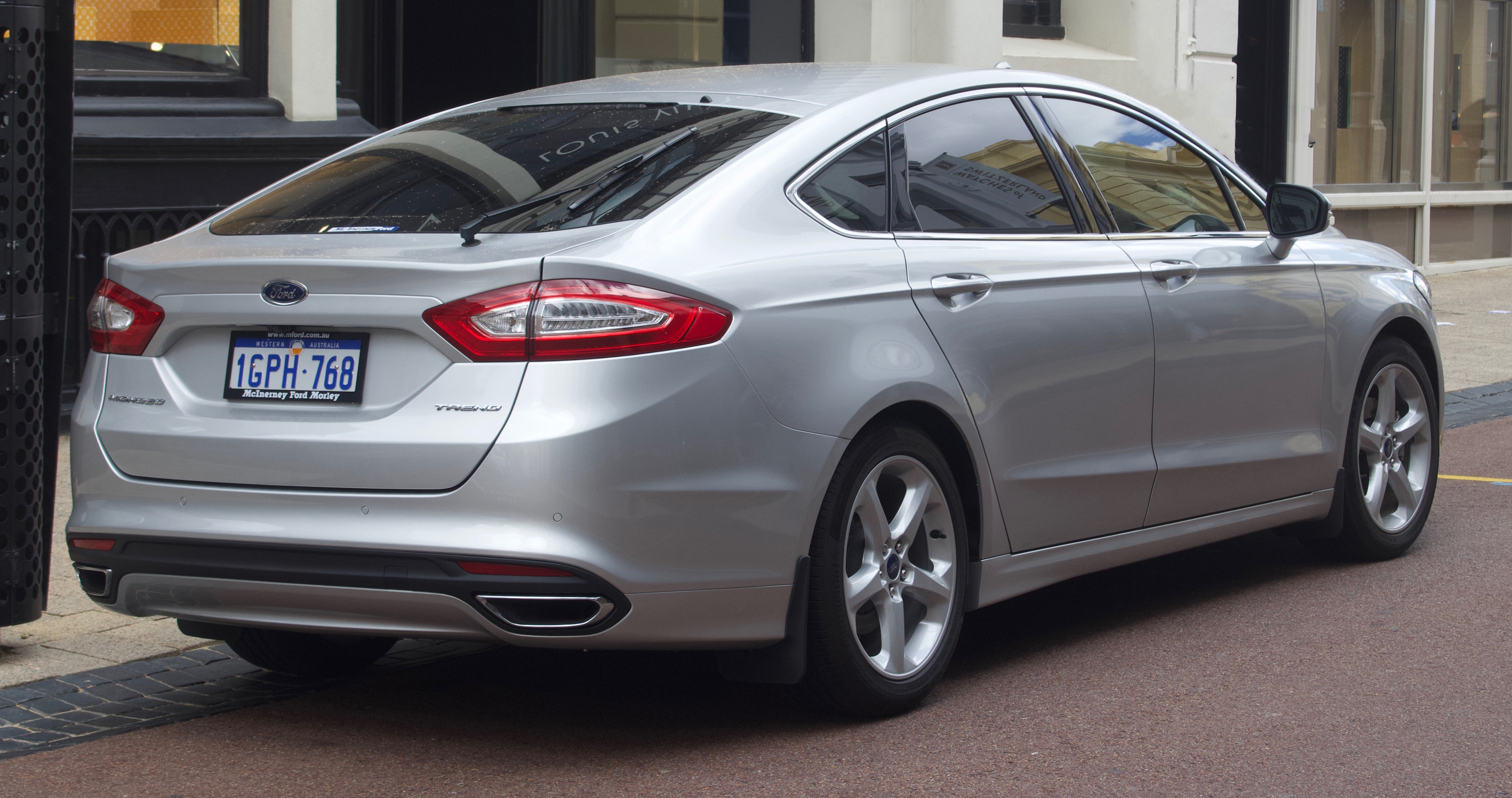
Mk5ハッチバックセダン　サイド

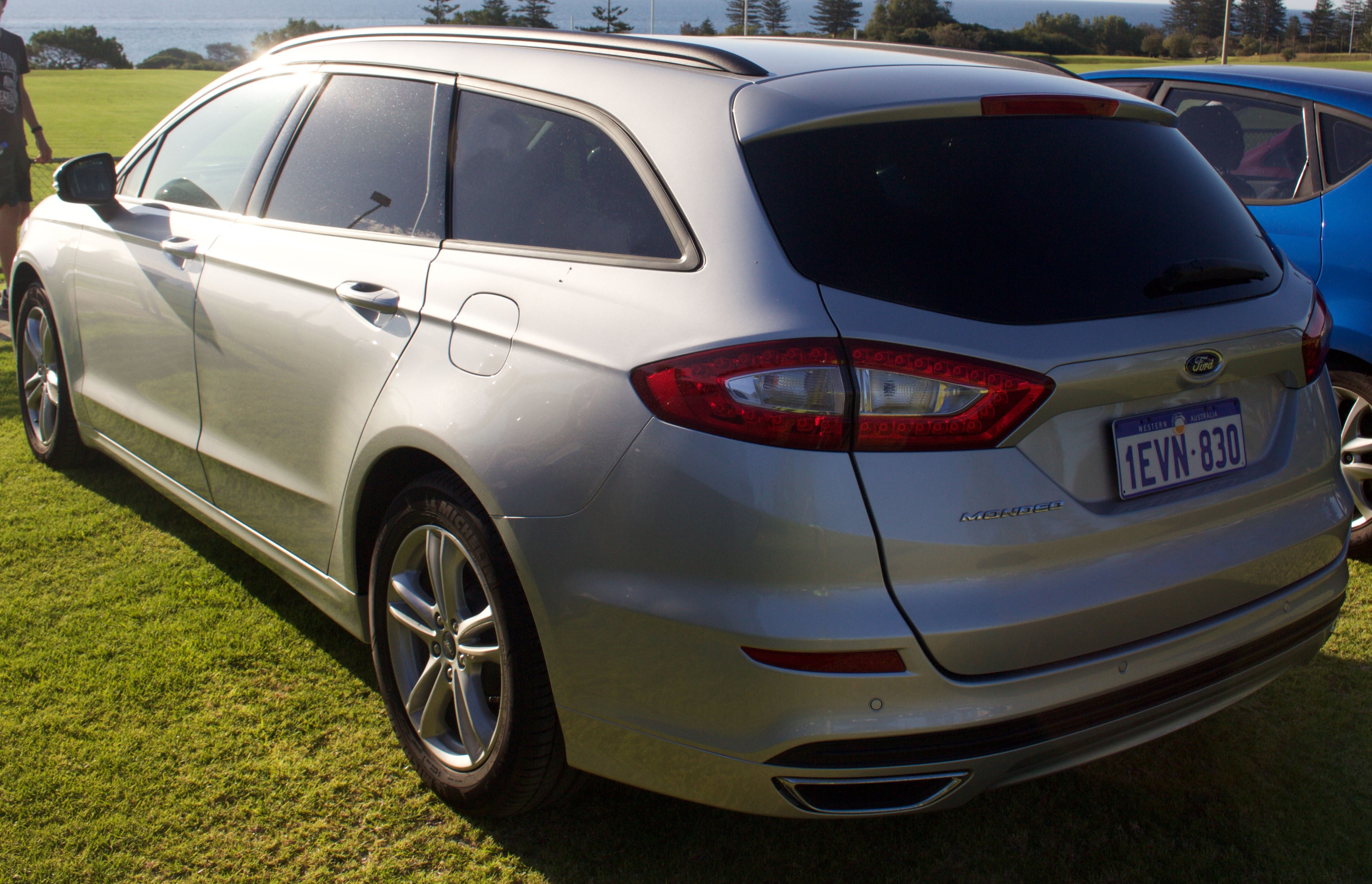
Mk5ワゴン　リア

サイズはMk4とほぼ同じであるが、「ワン・フォード・プログラム」のもと、この代より北米仕様であるフュージョンとボディを共用する姉妹車になった。主要販売国は欧州各国、中国、韓国である。なお、フュージョンには未設定のステーションワゴン（エステートもしくはツアラー）と、4ドアセダンとほぼ同じスタイルを持った5ドアハッチバックセダン（ハッチバックサルーン）も引き続き投入された。
当代では更なるエンジンの大幅なダウンサイジングが図られ、ガソリンエンジンには1.0 L、1.5 L、1.6 L、2.0 Lの4種のEcoBoost（ターボ）エンジンが用意されるが、（1.0 Lのみ直列3気筒。中国市場は1.5 Lのみ）、シリンダーヘッドと一体化されたエキゾーストマニホールドでコンパクト・軽量化を達成。一方、ディーゼルエンジンには1.5 Lと2.0 Lの2種のTDCIが用意された（韓国市場は2.0 Lのみ）。フュージョンに用意されるハイブリッドは各国仕様共通で設定されない。
2013年9月のフランクフルトモーターショーではヴィニャーレとのコラボレーションが発表され、2015年に発売された。
2022年4月4日、欧州向け最後の生産車がバレンシア工場から出荷され、生産終了した。

## 5代目（2022年 - ）

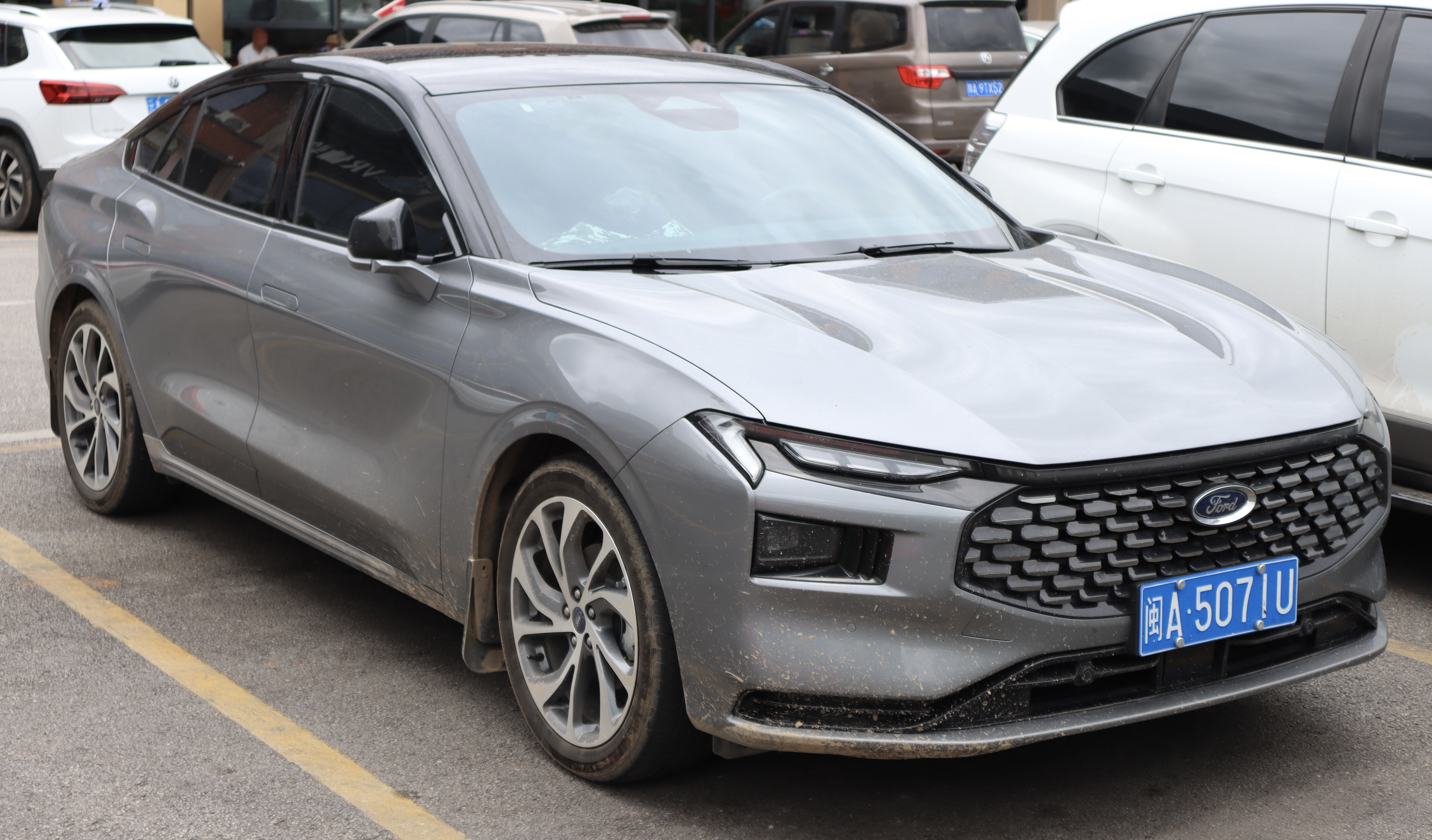
2022年モデル（フロント）

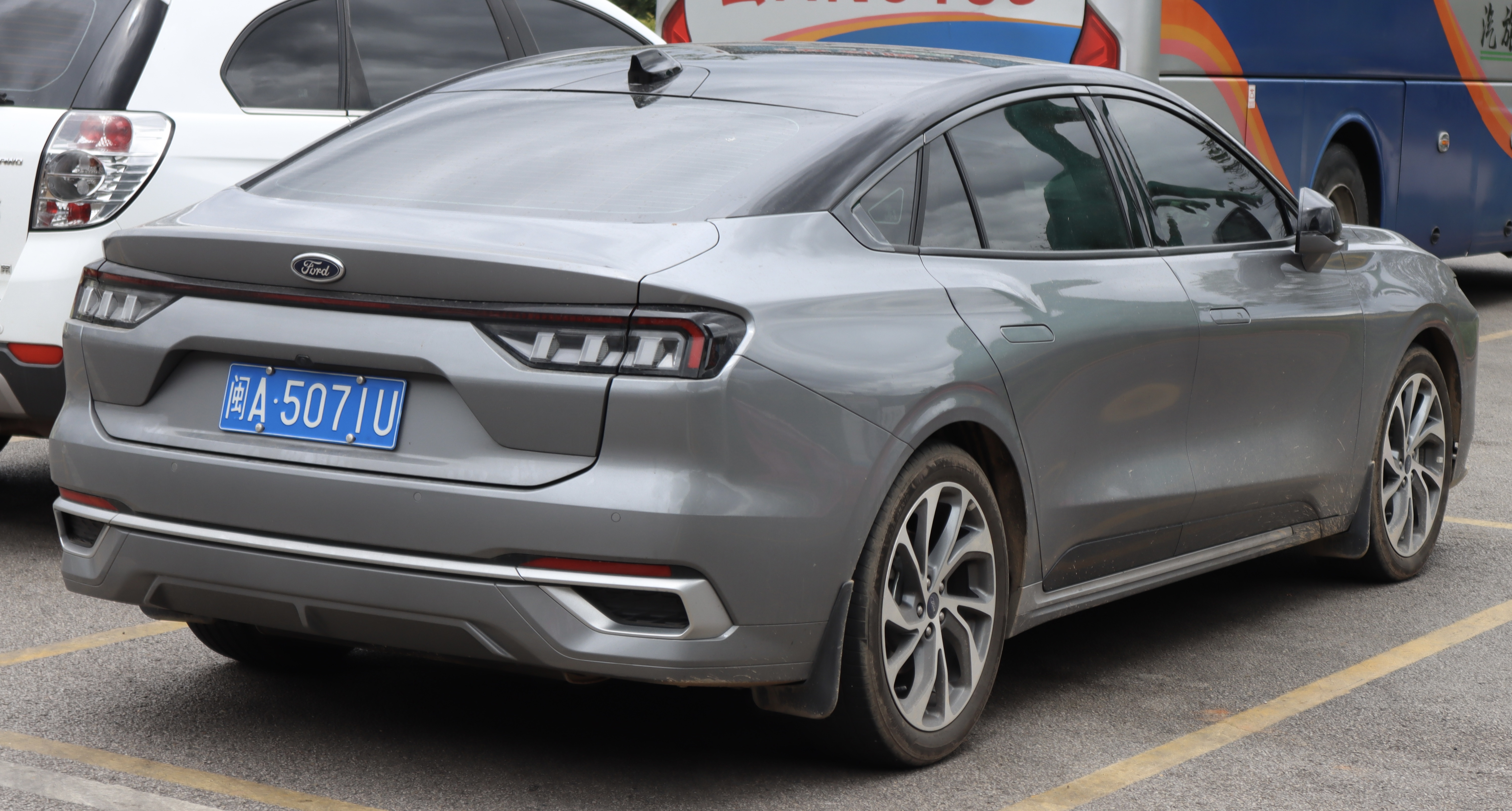
2022年モデル（リア）

2022年1月17日、中国・上海のフォード・デザインセンターにおいて新型モンデオが発表された。販売は中国市場のみとされ、生産は長安フォードで行われる。
2022年4月13日、中国において正式発売。

## モータースポーツ
- 1993年 イギリスツーリングカー選手権（BTCC）に参戦。ドライバーはこのレースで4度のチャンピオンを獲得しているアンディ・ロウズとイギリスF3で活躍したポールラディシッチ。シーズン中盤からの参戦だったが、ラディシッチが3勝を挙げた。チームはロウズが立ち上げたロウズ・スポーツ。ボディカラーはブルー。この年イタリア・モンツァ・サーキットにて行われた、世界ツーリングカーカップでラディシッチが優勝した。

- 1994年 イギリスツーリングカー選手権（BTCC）にロウズ・スポーツより2台がフル参戦。ドライバーは前年に引き続き、アンディ・ロウズとポール・ラディシッチのコンビであった。この年もラディッシッチが2勝を記録し、ドライバーランキング3位を獲得。同年もラディシッチが世界ツーリングカーカップを制した。

- 1995年 イギリスツーリングカー選手権（BTCC）に2台がフル参戦。ボディカラーはブルーとホワイト。メインスポンサーはバルボリン。ドライバーはロウズが前年限りで引退したため、ポール・ラディシッチと新たにケルヴィン・バートが加わった。それぞれ1勝し、ドライバーランキングはラディッシッチが6位、バートは9位となっている。この年からインディペンデントチーム（プライベーター）にもマシンを供給した。ドライバーのチャリー・コックス、マット・ニール、リチャード・ケイがそれぞれのチームから参戦。インディペンデント部門のタイトルをニールが獲得した。同年ドイツ・スーパーツーリング選手権（STWカップ）に3チーム合計6台がエントリー。スイスに拠点を置くチーム・エッゲンバーガーからは、クラウディア・ヒュートゲンとエンリコ・ベルダッジア。チーム・ウルフからは、ジョニー・ハウザーとローランド・アッシュ。他の2チームに対し、四輪駆動のモンデオを投入したチーム・シューベルはクリス・ニッセンと元F1ドライバーであるティエリー・ブーツェンとリカルド・パトレーゼを起用した。ニュルブルクリンクにて、アッシュが初優勝を飾った。同年は全日本ツーリングカー選手権（JTCC）にもプライベターのモンデオがシーズン終盤の仙台ハイランドから参戦。ボディカラーはイエロー。タイヤはダンロップ。ドライバーは和田久であった。オーストラリア・スーパーツーリングカー選手権にも参戦。ドライバーは、ロードレース世界選手権などで活躍したグレッグ・ハンスフォードとBTCCでボクスホールのドライバーとして活躍したジェフ・アラムの2人。しかし、フィリップ・アイランドでのレース中にハンスフォードのマシンがコースアウトし、スポンジバリアに衝突した。衝突の弾みでハンスフォードのモンデオはコースに弾き戻され、そこに後続のマシンがスピードの落ちないままモンデオに衝突してしまう大惨事が発生してしまい、ハンスフォードは亡くなってしまう。同年はSTWカップでも日産のドライバーとして活躍していた、キース・オドールが亡くなる事故が発生しており、ツーリングカーレースでの死亡事故が相次いで発生したシーズンでもあった。

- 1996年 イギリスツーリングカー選手権（BTCC）に2台がフルエントリー。この年からチーム運営を担当するのは、イギリスに拠点を置いて活躍しているウェストサリー・レーシング。メインスポンサーは前年と同じくバルボリン。ドライバーはポール・ラディシッチとインディ・ライツチャンピオンのスティーブ・ロバートソン。しかし、この年は苦戦を強いられた。インディペンデントチームのチーム・ダイナミックスにも2台のモンデオを供給。ドライバーは前年この部門のタイトルを獲得したマット・ニールとモンデオの先代車であるフォード・シエラで1990年のBTCCチャンピオンを獲得したロブ・グラヴェットであった。STWカップにも同年2チーム合計4台が参戦。チーム・ウルフからクラウディア・ヒュートゲンとヴォルフガング・トレム。チーム・シューベルからもローランド・アッシュとワーレン・ヒューズが参戦した。フォードはこの年をもってSTWカップからは撤退した。北米ツーリングカー選手権（NTCC）にフル参戦。ドライバーはジェフ・アンドレッティであった。

- 1997年 英国ツーリングカー選手権（BTCC）に2台がフルエントリー。ドライバーはポール・ラディシッチと1991年のBTCCチャンピオンのウィル・ホイ。インディペンデントからも引き続きチーム・ダイナミックスのマット・ニールが参戦したが、シーズン途中日産・プリメーラに乗り換えている。STWカップに代わってスウェーデンツーリングカー選手権（STCC）に同年参戦を開始。スティグ・ブロングビストがドライブした。

- 1998年 英国ツーリングカー（BTCC）に2台が参戦。ドライバーはチームに残留したウィル・ホイとクレイグ・ベアードのコンビとなった。同年の第4戦シルバーストーンでホイが95年以来の優勝を飾った。この年はスポット参戦であったが、1992年のF1チャンピオンナイジェル・マンセルもBTCCでモンデオをドライブしている。また、同年STCCにも参戦。ブロングビストが引き続き参戦した。

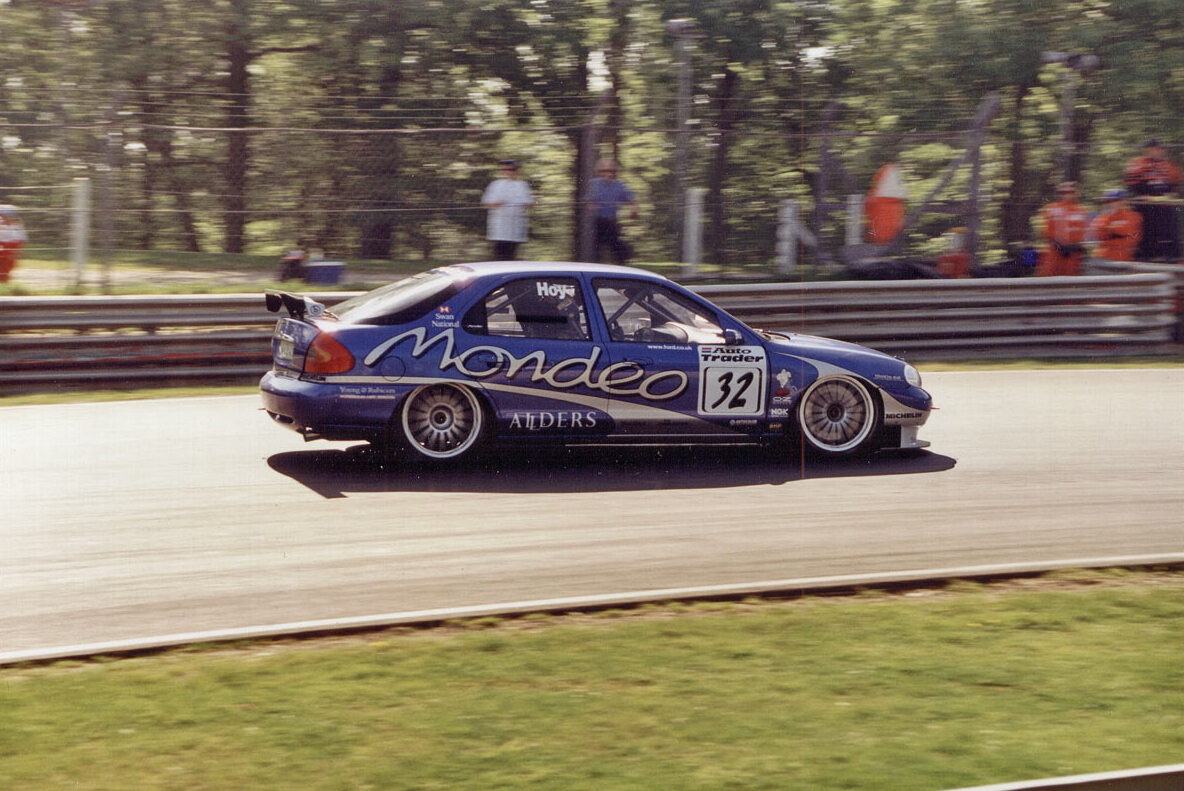
ウィル・ホイがドライブするモンデオ。1998年

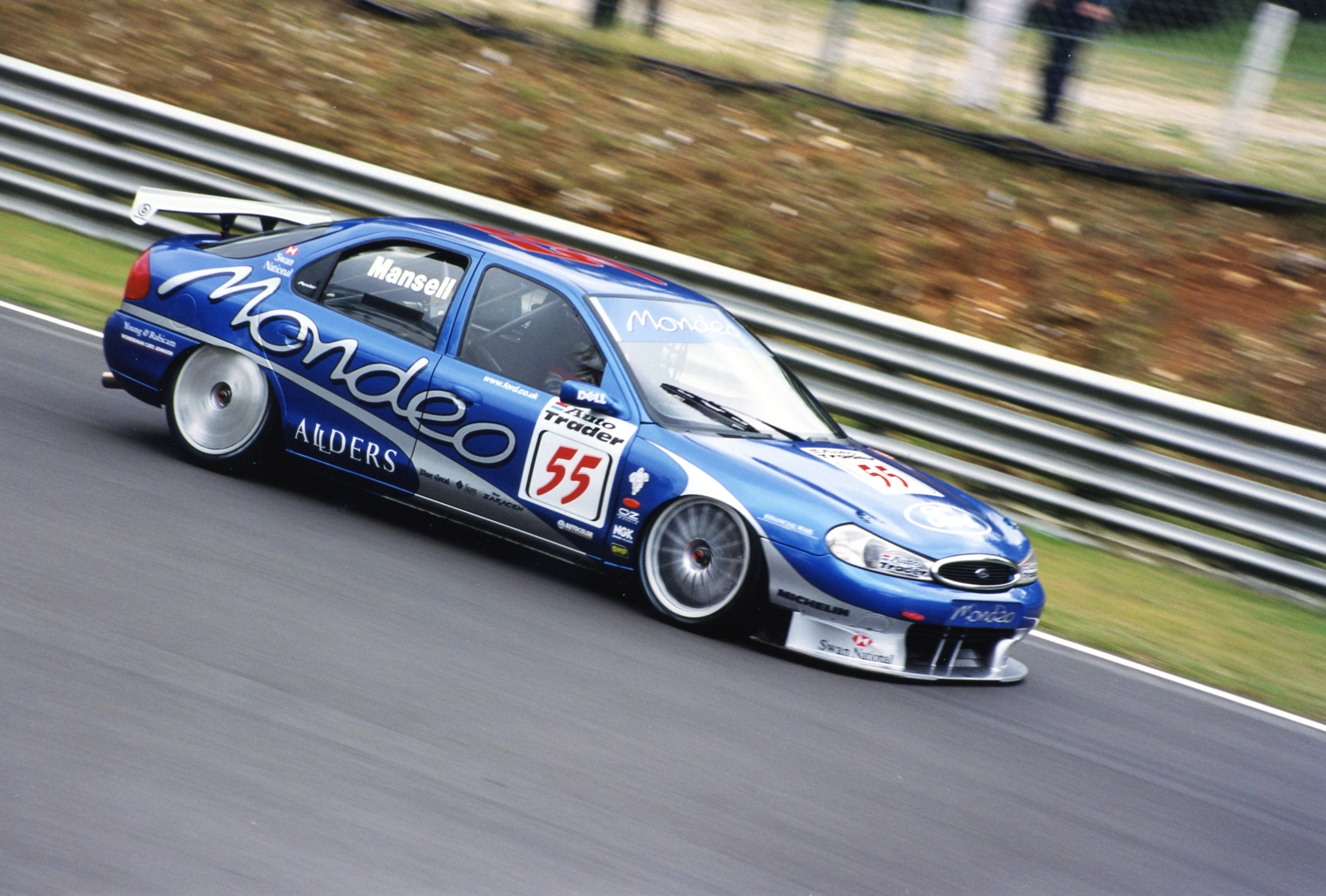
ナイジェル・マンセルもスポット参戦し、モンデオをドライブした。

- 1999年 英国ツーリングカー選手権（BTCC）に2台がフル参戦。この年からフォードチームの運営を担当するのは前年ホンダチームを運営していたプロドライブとなり、入れ替わる形で、ウェストサリー・レーシングはホンダのチームを運営することになった。これに合わせてドライバーラインナップも変更され、97年チャンピオンでルノーから移籍のアラン・メニュと昨年シリーズ2位を獲得した日産から移籍のアンソニー・レイドが新ドライバーとなった。新体制での参戦となったフォードチームではあったが、同年はマシンの開発が進まなかったことやマシントラブルやクラッシュなどのアクシデントに悩まされることも多く、下位に沈むことが多かった。一方でメニュが第20戦ノックヒルで優勝し、レイドもこの年のチャンピオンを獲得した日産のローレン・アイエロを下して第7戦のブランズ・ハッチでは2位入賞を果たすなど、不調ながらもたびたび健闘を見せた。フォード在籍2年目のアンソニー・レイドは同年シリーズランキング2位を獲得した。

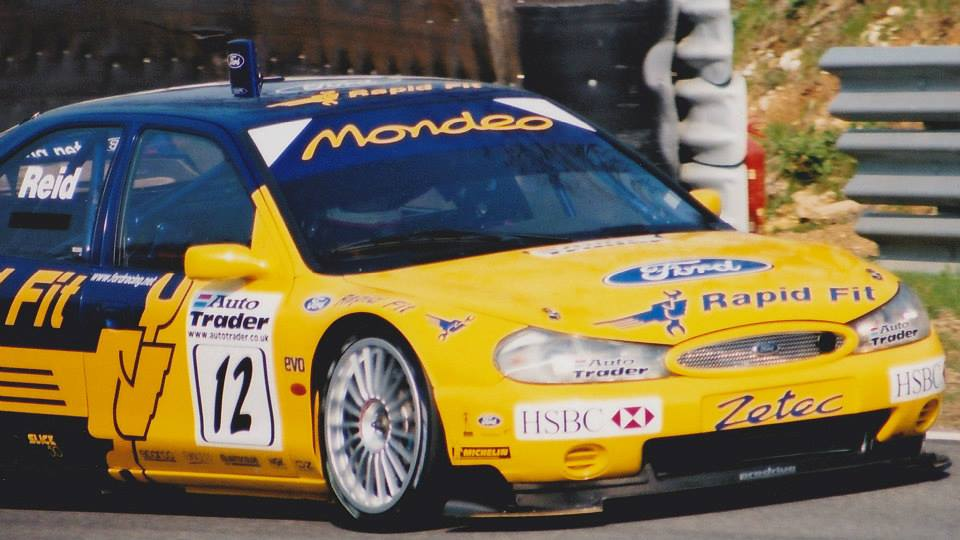
フォード在籍2年目のアンソニー・レイドは同年シリーズランキング2位を獲得した。

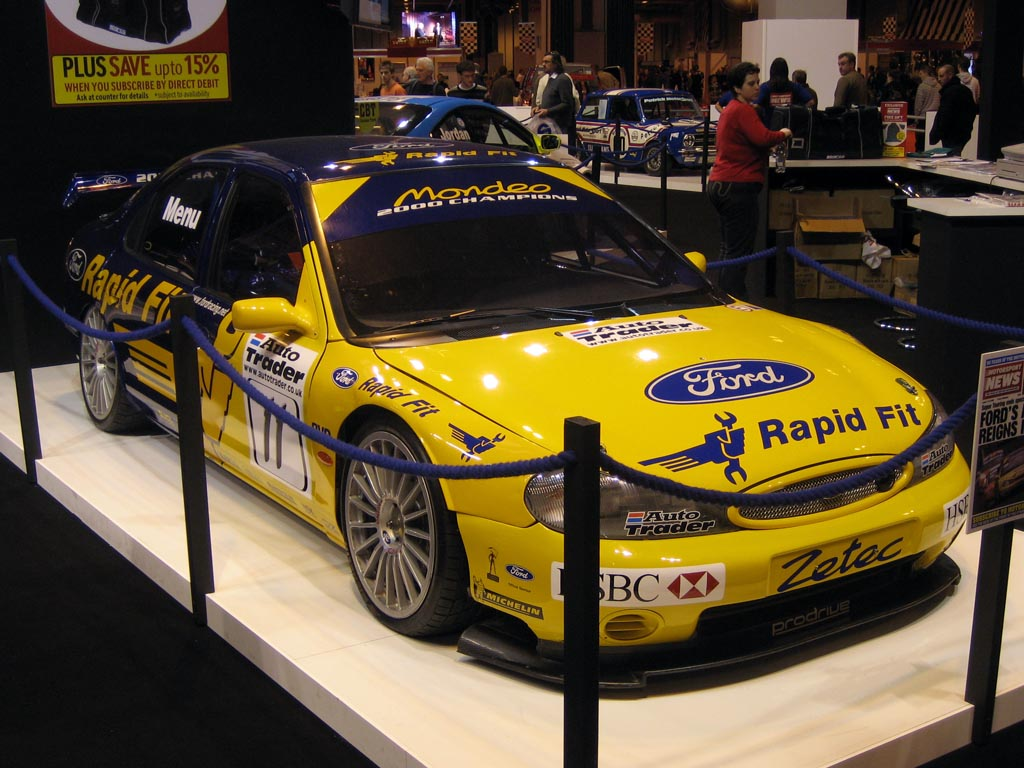
チャンピオンを獲得したアラン・メニュのモンデオ。

- 2000年 英国ツーリングカー選手権（BTCC）に3台がフル参戦。前年度限りで撤退するチームが相次いだが、フォードはホンダとボクスホールとともにシリーズに残り、ドライバーもアラン・メニュとアンソニー・レイドのコンビに加え、撤退したボルボチームから移籍の98年チャンピオンリカルド・リデルを加えた。この年のBTCCモンデオの強さは際立っており、最終戦までメニュ、レイド、リデルの3人でドライバーズタイトル争いを演じた。最終的にドライバータイトルを制したのはメニュで、自身2度目のタイトルを獲得。次いでシリーズ2位にレイド、リデルもシリーズ3位となり、チーム部門と製造者部門のタイトルと合わせて3冠を達成。この年の24戦中14戦でポールポジションを獲得し、年間11回の優勝を記録した。同年限りでフォードワークスはBTCCから撤退している。オーストラリアスーパーツーリングカー選手権に同年参戦。ドライバーはアラン・ガー 。スウェーデンツーリングカー選手権（STCC）にも2台がシーズンを通して参戦。ドライバーはトビアス・ヨハンソンとジェーンズ・エドマン。

- 2001年 スウェーデンツーリングカー選手権（STCC）にプライベーターチームのボーリン・モータースポーツからフル参戦。ドライバーは、ジミー・ボーリンとレナルド・ボーリンであった。オーストラリア・スーパーツーリング選手権に引き続き参戦。ピーター・ヒルズが同年ドライバータイトルを獲得した。

- 2002年 オーストラリア・スーパーツーリング選手権に参戦。ドライバーはマシュー・フォックス、ピーター・ヒルズらが参戦。ヒルズは同年ドライバーランキング2位と好成績を残した。

## 車名の由来
ラテン語で「世界」を意味するムンデュス（MUNDUS）に由来する。